# Hendābād
Hendābād (persiska: هِند آباد, هند آباد) är en ort i Iran.   Den ligger i provinsen Västazarbaijan, i den nordvästra delen av landet, 500 km väster om huvudstaden Teheran. Hendābād ligger 1 204 meter över havet och antalet invånare är 428.
Terrängen runt Hendābād är kuperad. Runt Hendābād är det ganska tätbefolkat, med 83 invånare per kvadratkilometer. Närmaste större samhälle är Sīser, 7,9 km norr om Hendābād. Trakten runt Hendābād består till största delen av jordbruksmark.